# Tamberatsí
Els Tamberatsí van ser una família de nakharark (nobles) d'Armènia que tenien el seu feu hereditari al districte del Tamber, al sud-est d'Armènia.